# 神髄 -FRONTIER-
「神髄 -FRONTIER-」（しんずい フロンティア）は、NoGoDのメジャー5枚目のシングル。2013年7月24日にキングレコードからリリースされた。

## 概要
「神髄」をコンセプトに1つのテーマを突き詰めた2作品連続リリース第1弾のメジャー5thシングル。「STAND UP!」と「パンドラ」は、2013年5月6日、LIQUIDROOM ebisuで行われたライヴ音源が収録された。
本作にはメンバーが音楽を始めるきっかけとなった衝撃や感動、原点を自分たちの音を通して知って欲しいという思いが込められ、1990年代のメタルを追求するべく、デモの段階からアレンジも踏まえてしっかりと作り込まれて制作された。Kyrieと団長によると、リード曲に「FRONTIER」を選んだのは「テンポが速い、メロディがクサい、ヴォーカルの音程が高い」のメタル三原則によるもので、より一層ヘヴィメタルへのアプローチを強めた攻めの楽曲の会心作であると紹介されている。

## 収録曲
| 全作詞・作曲: NoGoD。 |                               |       |            |      |
| #                     | タイトル                      | 作詞  | 作曲・編曲 | 時間 |
| 1.                    | 「FRONTIER」                  | NoGoD | NoGoD      | 5:07 |
| 2.                    | 「愚かな王」                  | NoGoD | NoGoD      | 5:18 |
| 3.                    | 「愛する者に薔薇を」          | NoGoD | NoGoD      | 3:55 |
| 4.                    | 「STAND UP!（live version）」 | NoGoD | NoGoD      | 4:16 |
| 5.                    | 「パンドラ（live version）」  | NoGoD | NoGoD      | 3:06 |